# イリュリア王国

イリュリア王国
Königreich Illyrien (ドイツ語)
Ilirsko kraljestvo (スロベニア語)
Regno d'Illiria (イタリア語)
Kraljevina Ilirija (クロアチア語)

イリュリア王国の地図（1822年 - 1849年）

イリュリア王国（イリュリアおうこく、ドイツ語: Königreich Illyrien）は、オーストリア帝国を構成する領邦の一つであり、1816年から1849年まで存在した。
1809年にオーストリアからフランス帝国に割譲されたイリュリアは、第六次対仏大同盟の戦争でオーストリアに再征服され、1816年にウィーン会議の最終文面でオーストリアに復帰した。行政的中心はリュブリャナ、次いでトリエステにあった。
その後1848年革命の帰趨にしたがって、翌49年にカルニオラ公国、ケルンテン公国、 オーストリア沿海州に分割されたことによって消滅した。

## 領域
前身であるフランス帝国領イリュリア州の内、サヴァ川以南のクロアチアとダルマチアを除く地域、すなわちカルニオラ、ケルンテン、アドリア海沿岸のゴリツィア、トリエステ、イストリア半島がイリュリア王国の範囲であった。
現在のオーストリア南部、イタリア北東端、スロベニア中央部及び西部、クロアチア北西部に跨がり、より詳細にはオーストリアのケルンテン州、イタリアのフリウリ＝ヴェネツィア・ジュリア自治州東部(旧トリエステ県及び旧ゴリツィア県)、スロベニアのプリモルスカ地方、クラニスカ地方、コロシュカ地方、クロアチアのイストリア地方北西部(イストラ郡全域、プリモリェ＝ゴルスキ・コタル郡東端を除く地域及び同郡のラブ島を除く諸島部)に相当する。
1822年、サヴァ川右岸地域とリエカ（現在のプリモリェ＝ゴルスキ・コタル郡中部）はハプスブルク君主国のうちハンガリー王冠領に属するクロアチア王国に再統合された。